# Sumio Endó
Sumio Endó (* 3. října 1950 Kórijama, Japonsko) je bývalý japonský zápasník–judista, bronzový olympijský medailista z roku 1976.

## Sportovní kariéra
Připravoval se v Tokiu na Nihonské univerzitě. Po skončení studií reprezentoval tokijskou metropolitní policii. V japonské seniorské reprezentaci se pohyboval v těžké váze od roku 1972, ale výrazně se v ní prosadil až v roce 1974. V roce 1975 získal na mistrovství světa ve Vídni titul mistra světa v těžké váze. V roce 1976 si vybojoval nominaci na olympijských hrách v Montréalu, kde po hantei (praporky) prohrál v úvodním kole se Sovětem Sergejem Novikovem. Přes opravy se probojoval do boje o třetí místo, ve kterém porazil Brita Keitha Remfryho a získal bronzovou olympijskou medaili. Po skončení sportovní kariéry v roce 1981 pracoval u tokijské metropolitní policie jako ekonom a později jako asistent na ekonomické univerzitě. Věnoval se rozhodcovské činnosti. V roce 2004 se účastnil olympijských her v Athénách jako rozhodčí.
Sumio Endó byl pravoruký judista, s výškou okolo 170 cm patřil vůbec k nejnižším. Z toho plynula i jeho nejčastěji používaná technika (tokui-waza) seoi-nage.

## Výsledky

### Váhové kategorie
| Turnaj               | 1972       | 1973       | 1974       | 1975       | 1976       | 1977       | 1978       | 1979       | 1980       | 1981       |
| Turnaj               | 22         | 23         | 24         | 25         | 26         | 27         | 28         | 29         | 30         | 31         |
| Turnaj               | těžká váha | těžká váha | těžká váha | těžká váha | těžká váha | těžká váha | těžká váha | těžká váha | těžká váha | těžká váha |
| -------------------- | ---------- | ---------- | ---------- | ---------- | ---------- | ---------- | ---------- | ---------- | ---------- | ---------- |
| Olympijské hry       | —          |            |            |            | 3.         |            |            |            | —          |            |
| Mistrovství světa    |            | —          |            | 1.         |            |            |            | —          |            | —          |
| Mistrovství Japonska | 3.         |            | 1.         | 2.         | 1.         | 2.         | ?          | 2.         | 3.         | —          |

### Bez rozdílu vah
| Turnaj               | 1972 | 1973 | 1974 | 1975 | 1976 | 1977 | 1978 | 1979 | 1980 | 1981 |
| Turnaj               | 22   | 23   | 24   | 25   | 26   | 27   | 28   | 29   | 30   | 31   |
| -------------------- | ---- | ---- | ---- | ---- | ---- | ---- | ---- | ---- | ---- | ---- |
| Olympijské hry       | —    |      |      |      | —    |      |      |      | —    |      |
| Mistrovství světa    |      | —    |      | —    |      |      |      | 1.   |      | —    |
| Mistrovství Japonska | úč.  | úč.  | 3.   | ?    | 1.   | 2.   | 3.   | 2.   | 2.   | 2.   |